# Гурский, Казимеж
Кази́меж Кла́удиуш Гу́рский (пол. Kazimierz Klaudiusz Górski; 2 марта 1921, Львов — 23 мая 2006, Варшава) — польский футболист, нападающий, впоследствии — футбольный тренер. Наиболее известен по работе с национальной сборной Польши, под его руководством команда побеждала на олимпийском футбольном турнире 1972 года и занимала 3-е место на чемпионате мира 1974 года. Издание Piłka Nożna в 2006 году назвало Казимежа Гурского лучшим польским футбольным тренером пятидесятилетия.

## Игровая карьера
Казимеж Гурский играл на позиции нападающего за РКС (Львов), по другим данным — за «Чарни» (Львов), после присоединения Западной Украины к Украинской ССР и расформирования команды — за львовские «Спартак» и «Динамо». В 1945 году Гурский переехал в Польшу, где до 1953 года выступал за «Легию».
Провёл один товарищеский матч за сборную Польши 26 июня 1948 года, в Копенгагене поляки встречались со сборной Дании. Тот матч завершился самым крупным поражением польской сборной в истории, хозяева одержали победу со счётом 8:0. Гурский получил травму и был заменён на 34-й минуте.
В январе 1948 года заключил брак с варшавянкой Марией Стефанчак (1919—2005). У них родились сын Дариуш (фоторепортёр журнала Piłka Nożna) и дочь Урсула (тренер по фигурному катанию).

## Тренерская карьера
Окончил тренерские курсы в Высшей школе физического воспитания в Кракове в 1952 году.
К самостоятельной тренерской работе Гурский приступил в 1954 году, возглавив футбольный клуб «Марымонт». Позже тренировал «Легию», которую приводил к серебряным и бронзовым медалям чемпионата Польши, «Люблинянку» и варшавскую «Гвардию».

### Главный тренер сборной Польши
1 декабря 1970 года Казимеж Гурский был назначен главным тренером национальной сборной Польши. Первым серьёзным испытанием для Гурского и его команды стали отборочные игры чемпионата Европы и Олимпийских игр 1972 года. Сборная Польши в итоге не попала на чемпионат Европы, но очень успешно выступила на олимпийском турнире: выиграв 6 матчей из 7, поляки стали победителями игр.

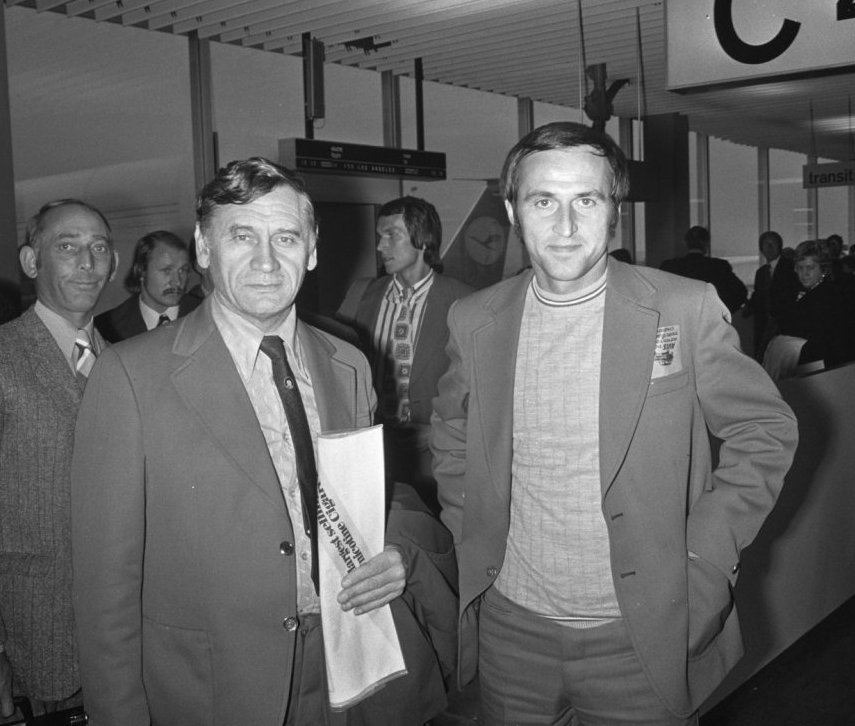
Казимеж Гурский и Ян Домарский в октябре 1973 года

Гурский продолжил работать с командой и вывел её на чемпионат мира-1974, опередив в квалификационной группе сборную Англии. В финальном турнире поляки также выступили удачно, впервые в своей истории попав на пьедестал, в матче за 3-е место была обыграна Бразилия, а нападающий Гжегож Лято стал с семью мячами лучшим бомбардиром чемпионата. Казимеж Гурский тренировал сборную до осени 1976 года, заняв с ней 2-е место на Олимпиаде в Монреале.

### Работа в Греции
После ухода с поста главного тренера польской сборной Гурский достаточно успешно работал с греческими клубами: «Панатинаикос», «Кастория», «Олимпиакос», «Этникос» (Пирей). С «Панатинаикосом» и «Олимпиакосом» становился чемпионом Греции.

## Работа в Польском футбольном союзе
Казимеж Гурский стал почётным членом Польского футбольного союза в 1976 году, а после завершения работы в качестве тренера, в 1987 году он стал вице-президентом ПФС. С 1991 по 1995 год Гурский был президентом организации.

## Смерть и память
Казимеж Гурский скончался от рака 23 мая 2006 года в Варшаве. Похоронен на кладбище Воинское Повонзки рядом со своей супругой Марией Стефанчак-Гурской. Товарищеские матчи, которые сборная Польши проводила в рамках подготовки к чемпионату мира в Германии, начинались с минуты молчания в память о Гурском.
Стадион в Плоцке, на котором проводит свои домашние матчи местная «Висла», назван в честь Казимежа Гурского.

## Достижения
- Олимпийский чемпион: 1972
- Серебряный призёр летних Олимпийских игр: 1976
- Бронзовый призёр чемпионата мира: 1974
- Серебряный призёр чемпионата Польши: 1960
- Бронзовый призёр чемпионата Польши: 1961
- Чемпион Греции (2): 1976/77, 1980/81
- Обладатель Кубка Греции (3): 1976/77, 1979/80, 1980/81

## Награды
- Золотая медаль ФИФА «За заслуги»: 2001
- Рубиновый орден УЕФА «За заслуги»: 2006
- Медаль имени Генрика Йордана

### Государственные награды
- Командор Ордена Возрождения Польши: 1996
- Командор Ордена Возрождения Польши со звездой: 2006[9]
- Кавалер Большого креста Ордена Возрождения Польши: 2006, посмертно